# باري شوارتز
باري شوارتز (بالإنجليزية: Barry Schwartz) هو عالم نفس أمريكي، ولد في 15 أغسطس 1946.

## وصلات خارجية
- باري شوارتز على موقع ميوزك برينز (الإنجليزية)